# Петър Кабакоев
Петър Кабакоев е български съдия, адвокат и политик. Кмет на Стара Загора в периода април 1901 – октомври 1903 г.

## Биография
Роден е през 1850 г. в Ески Загра. Завършва училището в родния си град. Учителства в Стара Загора и Мъглиж. След Руско-турската война работи като секретар, главен съветник в Стара Загора, съдия и председател на Окръжния съд в Бургас. Умира в родния си град през 1932 г.